# Wilhelm Neumann-Walter
Wilhelm Neumann-Walter (* 17. August 1873 in Wien; † 14. Mai 1926 ebenda) war ein österreichischer Politiker der Deutschen Nationalpartei (DnP).

## Ausbildung und Beruf
Nach dem Besuch der Volksschule ging er an ein Gymnasium und promovierte später im Studium der Rechte. Er wurde Hof- und Gerichtsadvokat.

## Politische Funktionen
- 1911–1918: Abgeordneter des Abgeordnetenhauses im Reichsrat (XII. Legislaturperiode), Wahlbezirk Österreich unter der Enns 4, Region Wien-Innere Stadt, fraktionslos

## Politische Mandate
- 21. Oktober 1918 bis 16. Februar 1919: Mitglied der Provisorischen Nationalversammlung, DnP